# Stenepteryx
Stenepteryx is een vliegengeslacht uit de familie van de luisvliegen (Hippoboscidae).

## Soorten
- S. hirundinis

Zwaluwluisvlieg (Linnaeus, 1758)